# عصماء (الدوادمي)
عصماء، هي قرية من فئة (ب) تقع في محافظة الدوادمي، والتابعة لمنطقة الرياض في السعودية. وتبعد عصماء عن محافظة الدوادمي بمسافة تقارب () كم.